# 백핀란드

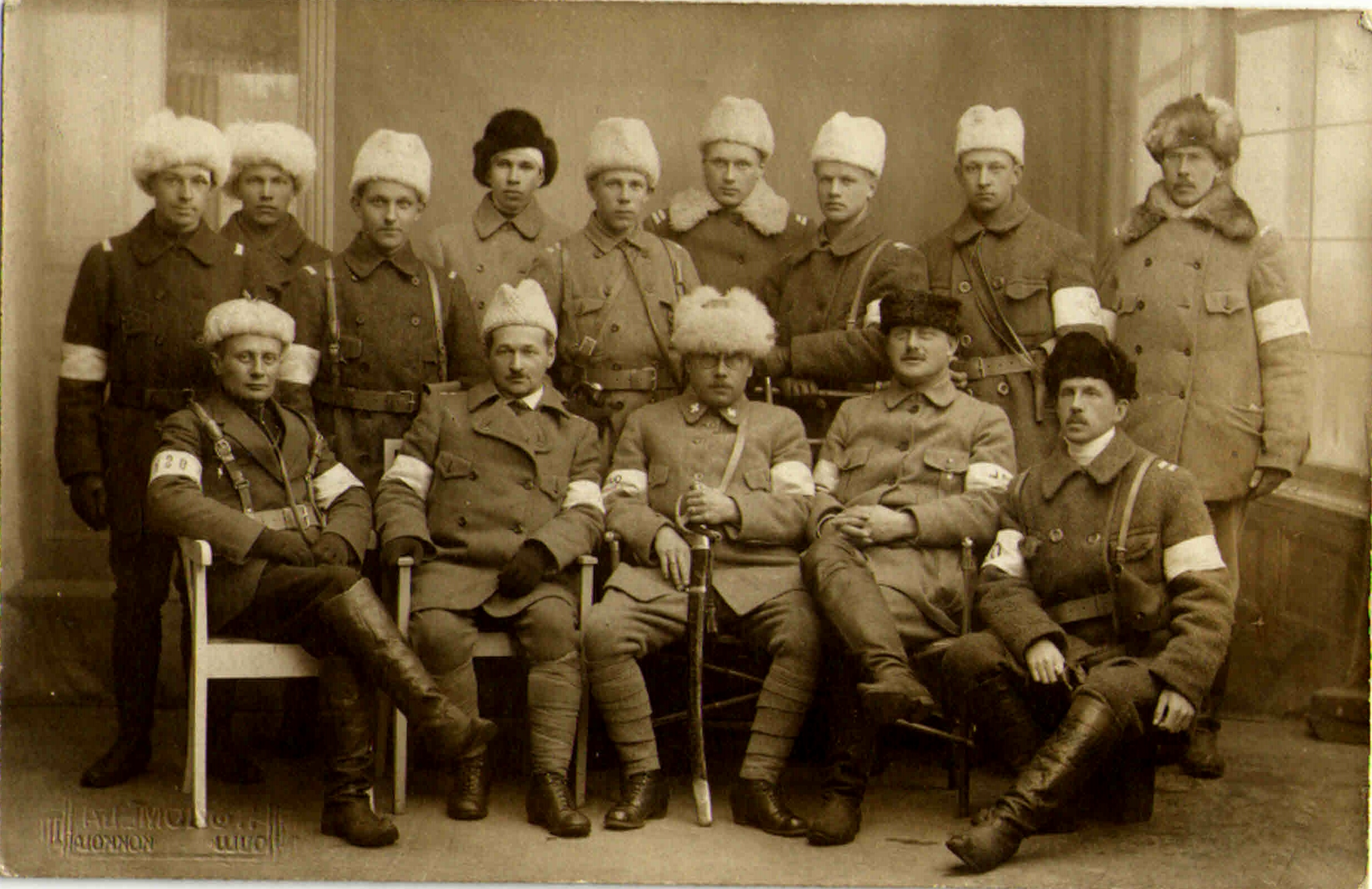

백핀란드(White Finland)란 핀란드 내전(1918년 1월-5월)에서 교전한 두 세력 중 한쪽을 가리킨다. 핀란드 원로원을 중심으로 한 세력으로서 백위대, 엽병대대, 정치적 우익에게 지지를 받으며 독일 제국의 군사지원을 받았다. 백핀란드의 정치적 지도자는 당시 원로원장이었던 패르 에빈드 스빈후부드이며 군사적 지도자는 칼 구스타프 에밀 만네르헤임이었다.